# Tomas Pontén
Tomas Pontén, folkbokförd Carl Axel Thomas Pontén, född 29 januari 1946 i Skövde, död 15 september 2015 i Sofia församling i Stockholm, var en svensk skådespelare och regissör.

## Biografi
Tomas Pontén var son till överste Birger Pontén och Ellen Nordlöf samt yngre bror till professorn Jan Pontén och modeskaparen Gunilla Pontén. Han var även brorson till agronomen Sigurd Pontén och ingenjören Ruben Pontén samt kusin till skådespelaren Gunvor Pontén. De är alla del av släkten Pontén från Småland.
Han föddes i Skövde, där fadern var officer, men växte huvudsakligen upp på Lidingö i Stockholms län. Han examinerades från Statens scenskola 1972 och tillhörde därefter Dramatens fasta ensemble. Från 1984 turnerade han världen runt i rollen som Edmund i Ingmar Bergmans uppsättning av Shakespeares Kung Lear. 1985 gestaltade han både Antonius i Shakespeares Julius Caesar och titelrollen i Molières Don Juan. Han hade även större roller i uppsättningar som Hemlig extas av David Hare (1990) och två år senare i Margareta Garpes Alla dagar, alla nätter. 255 gånger spelade han markisen i nationalscenens långkörare Christopher Hamptons Farliga förbindelser (1988). Han var på Dramaten också regissör för Euripides Medea (1986) och David Rabes Hurley Burley (1987).
På Sveriges Television märktes han i roller som styrman Kent i Ärliga blå ögon (1977), Stellan Selamb i Selambs (1979), Jacques i Som ni behagar (1982), Jerry i Två på gungbrädet (1982) och kocken i Det var då (1989). Han medverkade också i filmer som Stig Björkmans Den vita väggen (1975) och Stig Larssons Kaninmannen (1990).

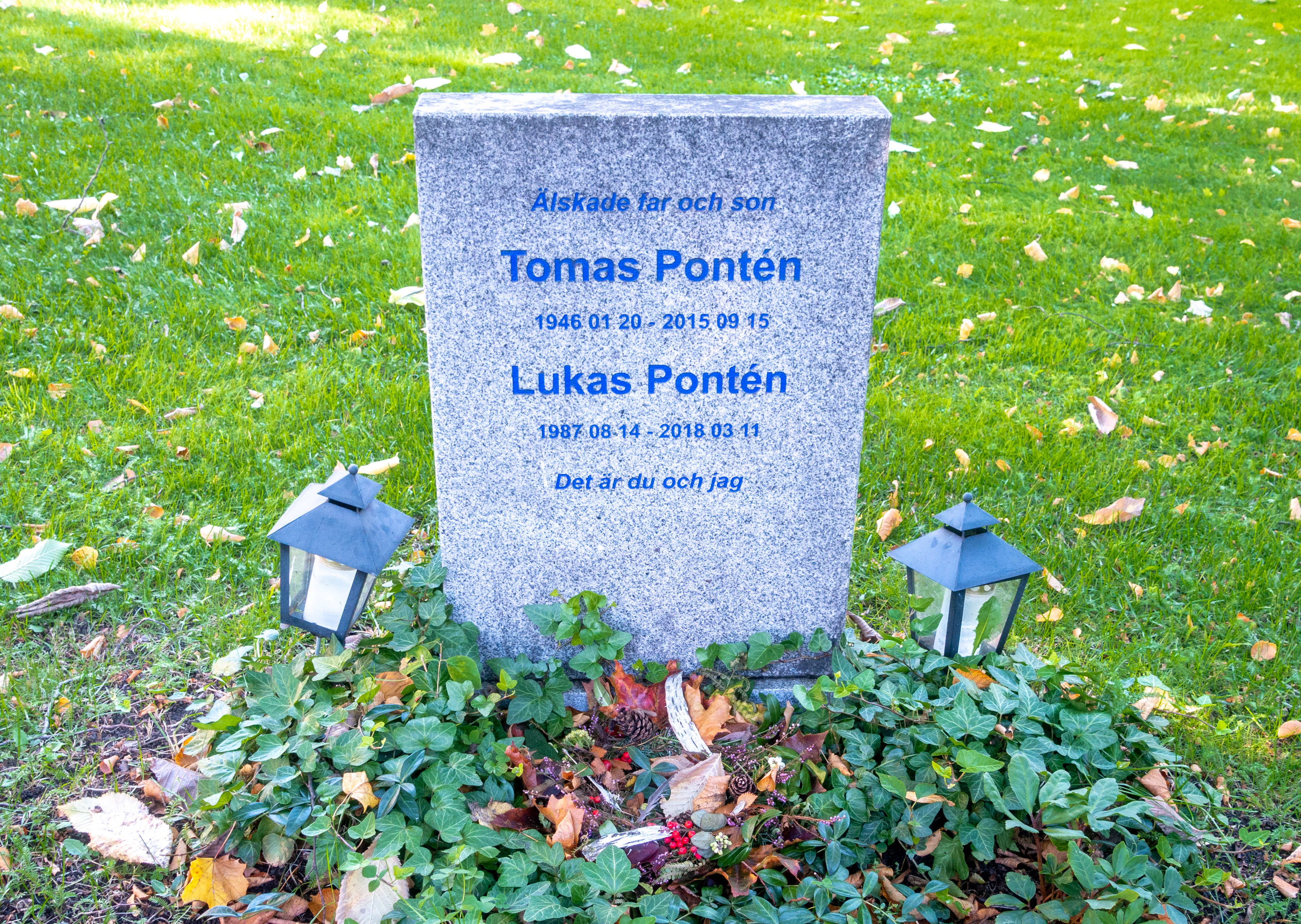
Tomas Ponténs gravsten på Katarina kyrkogård i Stockholm 2021.

Pontén led vid sin död av pannlobsdemens. Han är begravd på Katarina kyrkogård i Stockholm.

### Privatliv
Efter ett samboförhållande med skådespelaren Lena Nyman var Pontén 1983–2000 sambo med skådespelaren Suzanne Reuter. Han fick tre söner tillsammans med Reuter.

## Filmografi
- 1974 – Modern och stjärnan (TV-film)
- 1975 – Den vita väggen
- 1976 – Långt borta och nära
- 1977 – Ärliga blå ögon (TV-serie)
- 1979 – Gå på vattnet om du kan
- 1979 – Selambs (TV-serie)
- 1979 – Hallå, det är från kronofogden (TV-film)
- 1980 – Zoo Story (TV-teater)
- 1982 – Zoombie (TV-serie)
- 1983 – München–Atén (TV-teater)
- 1983 – Colombe (TV-teater)
- 1983 – Profitörerna (TV-serie)
- 1984 – Haren och vråken (TV-film)
- 1989 – Det var då (TV-serie)
- 1990 – Kaninmannen
- 1992 – Kejsarn av Portugallien (TV-serie)
- 1994 – Sommarmord
- 1995 – Radioskugga (TV-serie) (även 1997)
- 1999 – Browalls (TV-serie)
- 1999 – Dödsklockan
- 2000 – Skärgårdsdoktorn (TV-serie)
- 2001 – Sprängaren
- 2001 – Taurus (TV-serie)
- 2002 – Tusenbröder (TV-serie)
- 2002 – Olivia Twist (TV-serie)
- 2004 – Hotet
- 2006 – Inga tårar
- 2006 – Cuppen (TV-serie)
- 2007 – Höök (TV-serie)
- 2007 – Labyrint (TV-serie)

## Teater

### Roller (ej komplett)
| År   | Roll                                                    | Produktion                                                             | Regi                  | Teater   |
| ---- | ------------------------------------------------------- | ---------------------------------------------------------------------- | --------------------- | -------- |
| 1972 | Herde hovfolk fånge och dylikt                          | Don Quijote Leif Zern och Ronny Ambjörnsson                            | Jan-Olof Strandberg   | Dramaten |
| 1972 | Adelsmannen                                             | Mäster Olof August Strindberg                                          | Alf Sjöberg           | Dramaten |
| 1972 | Hegel                                                   | Hölderlin Peter Weiss                                                  | Lars Göran Carlson    | Dramaten |
| 1973 | Isidoro                                                 | Gruffet i Chiozza (Le baruffe chiozzotte) Carlo Goldoni                | Alf Sjöberg           | Dramaten |
| 1973 | Dazzle                                                  | Mondäna kretsar                                                        | Mimi Pollak           | Dramaten |
| 1974 | Sintsov                                                 | Fiender (Враги, Vragi) Maksim Gorkij                                   | Alf Sjöberg           | Dramaten |
| 1974 | Agrippina                                               | Britannicus Jean Racine                                                | Ernst Günther         | Dramaten |
| 1974 | Willy Carson                                            | Havet (The Sea) Edward Bond                                            | Per Sjöstrand         | Dramaten |
| 1974 | Cosmo di Medici som vuxen                               | Galilei (Leben des Galilei) Bertolt Brecht                             | Alf Sjöberg           | Dramaten |
| 1975 | Fredblad, polisaspirant                                 | Poliserna Olof Willgren och Jan Lundberg                               | Ensemblen             | Dramaten |
| 1975 | Sven-Arne                                               | Rycket Tomas von Brömsen och Ola Lindegren                             | Ensemblen             | Dramaten |
| 1975 | Kreon                                                   | Antigone Jean Anouilh                                                  | Katarina Sjöberg      | Dramaten |
| 1976 | Bassanio                                                | Köpmannen (The Merchant) Arnold Wesker                                 | Staffan Roos          | Dramaten |
| 1976 | Alexej Beljájev                                         | En månad på landet (Месяц в деревне, Mesiats v derevne) Ivan Turgenjev | Göran Graffman        | Dramaten |
| 1977 | Fersen                                                  | Kastrater Sven Delblanc                                                | Per Verner-Carlsson   | Dramaten |
| 1979 | Simon                                                   | Barnet Margareta Garpe                                                 | Barbro Larsson        | Dramaten |
| 1981 | Sten                                                    | Lejon i övergångsåldern Erland Josephson                               | Barbro Larsson        | Dramaten |
| 1984 | Edmund, Gloucesters son                                 | Kung Lear (King Lear) William Shakespeare                              | Ingmar Bergman        | Dramaten |
| 1985 | Marcus Antonius                                         | Julius Caesar William Shakespeare                                      | Staffan Roos          | Dramaten |
| 1985 | Don Juan                                                | Don Juan (Dom Juan ou Le Festin de pierre) Molière                     | Peter Luckhaus        | Dramaten |
| 1988 | Lars Andreae                                            | Mäster Olof August Strindberg                                          | Lennart Hjulström     | Dramaten |
| 1988 | Björn                                                   | Motströmsleken Johan Sundelius                                         | Eva Bergman           | Dramaten |
| 1988 | Visconte de Valmonté                                    | Farliga förbindelser (Les Liaisons dangereuses) Christopher Hampton    | Brigitte Ornstein     | Dramaten |
| 1990 | Irwin Posner                                            | Hemlig extas (The Secret Rapture) David Hare                           | Lars Amble            | Dramaten |
| 1991 | Valére                                                  | Tartuffe (Tartuffe, ou l'Imposteur) Molière                            | Lars Amble            | Dramaten |
| 1992 | Martin                                                  | Alla dagar alla nätter Margareta Garpe                                 | Margareta Grape       | Dramaten |
| 1992 | Gerardo Escobar                                         | Döden och flickan (La muerte y la doncella) Ariel Dorfman              | Göran Graffman        | Dramaten |
| 1993 | Louie                                                   | Yonkers tur och retur (Lost in Yonkers) Neil Simon                     | Brigitte Ornstein     | Dramaten |
| 1993 | Leonardo                                                | Blodsbröllop (Bodas de Sangre) Federico Garcia Lorca                   | Eva Bergman           | Dramaten |
| 1994 | Jason                                                   | Medeas barn Suzanne Osten och Per Lysander                             | Lennart Hjulström     | Dramaten |
| 1997 | Carter                                                  | Simpatico Sam Shepard                                                  | Rickard Günther       | Dramaten |
| 1997 | Simeonov-Pisjtjik                                       | Körsbärsträdgården (Вишнёвый сад, Visjnjovyj sad) Anton Tjechov        | Peter Langdal         | Dramaten |
| 1997 | Jim Bayliss                                             | Alla mina söner (All my sons) Arthur Miller                            | Björn Melander        | Dramaten |
| 1998 | Victor-Emmanuel Chandebise Poche                        | Leva loppan (La puce à l'oreille) Georges Feydeau                      | Terje Mærli           | Dramaten |
| 1999 | Nils Nilsson Stivhatten                                 | Kranes konditori Cora Sandel                                           | Agneta Ehrensvärd     | Dramaten |
| 2000 | Cléante                                                 | Tartuffe (Tartuffe, ou l'Imposteur) Molière                            | Åsa Melldahl          | Dramaten |
| 2000 | Rune Nylander                                           | Stulna juveler Kristina Lugn                                           | Hans Klinga           | Dramaten |
| 2001 | Lasse                                                   | Å ena sidan Hans Alfredson och Peter Dalle                             | Peter Dalle           | Dramaten |
| 2001 | Enrique                                                 | Hustruskolan (L'école des femmes) Molière                              | Peter Langdal         | Dramaten |
| 2002 | Jonas                                                   | LisaLouise Majgull Axelsson                                            | Christian Tomner      | Dramaten |
| 2003 | Assessor Brack                                          | Hedda Gabler Henrik Ibsen                                              | Christian Tomner      | Dramaten |
| 2004 | Von Rheinfels                                           | Riddartornet Erik Johan Stagnelius                                     | Karl Dunér            | Dramaten |
| 2004 | Överste Melkett                                         | Black Comedy Peter Shaffer                                             | Staffan Roos          | Dramaten |
| 2005 | Trilétskij                                              | Platonov (Платонов, Platonov) Anton Tjechov                            | Karl Dunér            | Dramaten |
| 2005 | Profossen                                               | Lika för lika (Measure for Measure) William Shakespeare                | Yannis Houvardas      | Dramaten |
| 2006 | Theseus, kung av Aten                                   | Fedra (Phèdre) Jean Racine                                             | Karl Dunér            | Dramaten |
| 2006 | Premiärminister Baron von Walter Excellensen von Walter | Kärlek och politik (Kabale und Liebe) Friedrich Schiller               | Hilda Hellwig         | Dramaten |
| 2007 | Sigmund Freud                                           | Blanche och Marie Per Olov Enquist                                     | Hilda Hellwig         | Dramaten |
| 2008 | Flera roller                                            | Hamlet William Shakespeare                                             | Staffan Valdemar Holm | Dramaten |
| 2008 | Vanja                                                   | Onkel Vanja (Дядя Ваня, Djadja Vanja) Anton Tjechov                    | Hilda Hellwig         | Dramaten |